# قسم غركان الريفي (مقاطعة آشتيان)
قسم غرکان الريفي (بالفارسية: دهستان گرکان) هي قسم تقع في إيران في قسم. يقدر عدد سكانها بـ 4,224 نسمة .